# Херман III фон Глайхен
Херман III фон Глайхен (на немски: Hermann III von Gleichen; * ок. 1300; † 18 май 1345) е граф на Глайхен.
Той е син на граф Хайнрих III фон Глайхен († сл. 1300) и съпругата му Луция Свантеполксдотер († 1314), дъщеря на Свантеполк Кнутсон от Скарсхолмслаегтен (* 1230; † 1310) и Бенедикта Зунсдатер. Внук е на граф Ернст IV фон Глайхен († 1277) и Маргарета Олафсдатер фон Бавелзе († ок. 1267).

## Фамилия
Херман III фон Глайхен се жени пр. 24 февруари 1325 г. за София фон Хонщайн († сл. 22 април 1343), дъщеря на граф Дитрих II фон Хонщайн-Клетенберг († 1309) и принцеса София фон Анхалт-Бернбург († 1330). Те имат децата:
- Хайнрих VI фон Глайхен-Tona (* пр. 1343; † 1378 или сл. 6 януари 1379), граф на Глайхен-Тона, женен за Юта фон Кверфурт († сл. 31 октомври 1370)
- Ернст VI (I/VII) фон Глайхен († 1394/1395), граф на Глайхен, женен I. за Луитгард?, II. между 23 март 1374 и 27 януари 1379. г. за Агнес фон Колдитц († 1391), баща на граф Ернст VIII (II/IX) фон Глайхен († 1426 при Аусиг)
- Доротея фон Глайхен († 1385), омъжена пр. 4 август 1293 г. за граф Гюнтер IV фон Барби-Мюлинген/II († 1404)
- Луция († сл. 1383)
- ? дъщеря, омъжена за Йохан фон Залцза († ок. 1377)
- Елза († сл. 1365)